# Sulla
Sulla, właśc. Lucjusz Korneliusz Sulla Felix (łac. Lucius Cornelius Sulla Felix; ur. 138 p.n.e., zm. 78 p.n.e. w Puteoli) – rzymski polityk i wojskowy. Dwukrotny konsul (88 oraz 80 p.n.e.). W latach 82–79 p.n.e. dyktator Republiki Rzymskiej.

## Życiorys

### Pierwsze doświadczenia dowódcze
Pochodził ze zubożałej gałęzi patrycjuszowskiego rodu Korneliuszy (Cornelii). W 107 p.n.e. został mianowany kwestorem przez konsula Gajusza Mariusza. Brał udział w wyprawie Mariusza przeciwko Numidyjczykom, gdzie wyróżnił się wzięciem do niewoli króla numidyjskiego Jugurty, tym samym kończąc wojnę. Ten sukces przyspieszył karierę Sulli. Służąc pod dowództwem Mariusza, a później Katulusa, brał udział w walkach z germańskimi plemionami Cymbrów i Teutonów w latach 105–101 p.n.e. W 93 p.n.e. został wybrany na stanowisko pretora, a w 92 p.n.e. został namiestnikiem Cylicji. Cylicję Rzymianie świeżo przyłączyli do imperium, ponieważ stamtąd kontrolowali grasujących w okolicy piratów. Poprzednio radzili sobie z nimi Rodyjczycy, ale Rzymianie znacznie ograniczyli prawa tych ostatnich w związku z postawą, jaką zajęli w czasie III wojny macedońskiej. Doprowadził wtedy do osadzenia na tronie Kapadocji króla Ariobarzanesa I Filoromajosa. W 91 p.n.e. został odwołany do Rzymu i mianowany dowódcą wojsk podczas wojny ze sprzymierzeńcami, w trakcie której w 89 p.n.e. zdobył Pompeje.

### Sytuacja w Rzymie po wojnie ze sprzymierzeńcami
W roku 88 p.n.e. trybunem ludowym był Publius Sulpicius Rufus. Dążył do pełni władzy, powierzył Mariuszowi dowództwo w wojnie z Mitrydatesem i nakazał przekazanie armii Sulli Mariuszowi. Nie udało się to jednak, Rufus został zamordowany, Mariusz musiał się ratować ucieczką. Po tym sukcesie Sulla został mianowany konsulem roku 88 p.n.e. i dowódcą wojsk rzymskich w kampanii przeciwko Mitrydatesowi VI Eupatorowi o władzę nad Azją Mniejszą i Grecją. W roku 87 p.n.e. konsulami zostali Gnejusz Oktawiusz i Lucjusz Korneliusz Cynna. Wkrótce rozgorzała walka między stronnictwem optymatów i popularów. Cynna musiał opuścić Rzym, ale wkrótce, wspomagany przez Gajusza Mariusza, podjął marsz na Rzym i po pewnym czasie go zdobył. Nastąpiły wielkie prześladowania i rzezie przeciwników politycznych ze stronnictwa optymatów. Mariusz został wybrany na konsula na rok 86 p.n.e., jednak wkrótce zmarł. Pełnię władzy w Rzymie objął Cynna. Został następnie zamordowany przez swych zbuntowanych żołnierzy.

### Podboje Sulli na wschodzie
W 87 p.n.e. Sulla udał się do Grecji, gdzie przystąpił do oblężenia Aten. Zdobył je szturmem w 86 p.n.e. i wkroczył do Beocji, gdzie pokonał armię Mitrydatesa w decydujących bitwach pod Cheroneą i w roku 86 p.n.e. w pod Orchomenos. Wiedząc o opanowaniu Rzymu przez popularów, zawarł pośpiesznie pokój z Mitrydatesem w Dardanos w 85 p.n.e., odzyskując dla Rzymu prowincję Azję. W międzyczasie popularzy wysłali do Azji swoją armię pod dowództwem Flakka, jednak ten został zamordowany przez dowódcę Fimbrię, ten z kolei został opuszczony i zamordowany przez swoje legiony, które przeszły na stronę Pompejusza.

### Pierwsza wojna domowa
Wiosną 83 p.n.e. Sulla na czele wiernych sobie wojsk wylądował w Brundizjum (dzisiejsze Brindisi), gdzie przyłączyły się do niego oddziały przybyłe z Afryki z Markiem Licyniuszem Krassusem na czele, oraz trzy legiony z obwodu piceńskiego pod dowództwem Gnejusza Pompejusza. W 83 p.n.e. Sulla pokonał konsula Karbona, a następnie zawarł porozumienie z drugim konsulem, Scypionem. Wszystkie legiony weszły w skład armii Sulli. W 82 p.n.e. siły Sulli pokonały oddziały popularów pod dowództwem Mariusza Młodszego pod Praeneste, a następnie po rozgromieniu drugiego konsula – Karbona w górnej Italii miała miejsce zwycięska bitwa u Bramy Kollińskiej (1–2 listopada 82 p.n.e.) z Samnitami. Oddziały sullańskie zajęły Rzym.

### Dyktatura Sulli
Sulla przejął władzę jako dyktator na czas nieograniczony, wbrew tradycji ograniczającej sprawowanie tego urzędu do 6 miesięcy. Rozpoczęły się jednocześnie prześladowania przeciwników politycznych, które pochłonęły kilka tysięcy ofiar (zob. proskrypcja), głównie wśród ekwitów. Majątek ich był konfiskowany, wystawiany na licytację i skupowany za bezcen przez stronników i przyjaciół Sulli. Pragnąc odbudować władzę senatu, wprowadził do niego trzystu ekwitów, zwiększył jego liczbę do 600 członków (wcześniej 300). Zniósł cenzorów. Zwiększył liczbę kwestorów z dwunastu do dwudziestu. Konsulowie zostali pozbawieni władzy wojskowej w prowincji i ich rola ograniczała się do przywództwa w senacie. Powiększono liczbę pretorów z sześciu do ośmiu. Konsulowie i pretorzy dopiero po roku, z tytułem prokonsula i propretora, otrzymywali prowincje i dowództwo nad armią. Konsulem można było zostać kolejny raz dopiero po dziesięciu latach, a pomiędzy innymi urzędami musiały upłynąć dwa lata. Inicjatywa ustawodawcza trybunów ludowych musiała być zaakceptowana przez senat, ponadto trybun tracił możliwość pełnienia innych urzędów. Ograniczono rolę ekwitów na korzyść senatorów. Rozprawił się z sojusznikami popularów, głównie Samnitami i Etruskami.
Spowodował uchwalenie ustawy o skrytobójcach i trucicielach.
Po 3 latach sprawowania dyktatury, w 79 p.n.e., zrezygnował ze stanowiska i osiadł w swoim majątku ziemskim koło Cumae w Kampanii, gdzie zmarł w roku 78 p.n.e. Zwłoki Sulli uroczyście spalono na Polu Marsowym, a prochy pochowano obok grobów królów rzymskich.

## Życie prywatne
| 1. Ilia (Julia?) (przed 108)         |
| 2. Elia                              |
| 3. Klelia (–88)                      |
| 4. Cecylia Metella Dalmatyka (88–80) |
| 5. Waleria Messala (80–78)           |

| –1.                              |
| Kornelia Sulla                   |
| \| 1. Kwintus Pompejusz Rufus \| |
| 1. Kwintus Pompejusz Rufus       |

| 1. Kwintus Pompejusz Rufus |

| –2.                      |
| Lucjusz Korneliusz Sulla |
| ur. 99/98, zm. 82/81     |

| –4.                                                   |
| Kornelia Fausta                                       |
| bliźniaczka Faustusa                                  |
| \| 1. Gajusz Memmiusz \| \| 2. Tytus Anniusz Milon \| |
| 1. Gajusz Memmiusz                                    |
| 2. Tytus Anniusz Milon                                |

| 1. Gajusz Memmiusz     |
| 2. Tytus Anniusz Milon |

| –4.                                 |
| Faustus Korneliusz Sulla            |
| augur 57-46; propretor 49–47 p.n.e. |
| \| 1. Pompeja \|                    |
| 1. Pompeja                          |

| 1. Pompeja |

| –5.                    |
| Postuma Kornelia Sulla |